# Église du Fort de Saint-Pierre
 (octobre 2024).
Si vous disposez d'ouvrages ou d'articles de référence ou si vous connaissez des sites web de qualité traitant du thème abordé ici, merci de compléter l'article en donnant les références utiles à sa vérifiabilité et en les liant à la section « Notes et références ».
L'église du Fort, parfois aussi nommée église Saint-Pierre, était la plus ancienne église de Saint-Pierre, dans l'île de la Martinique, située entre les rues du Dr Deschiens et de l'Église, dans le quartier du Fort. Détruite par l’éruption de la montagne Pelée du 8 mai 1902, ses ruines sont aujourd'hui un monument historique et un point d'attrait touristique majeur de la ville.

## Histoire
La paroisse du Fort Saint-Pierre est établie vers 1640 et administrée par les Jésuites. La construction en bois de la première église du Fort est sans doute antérieure à 1640 car le Père Bouton écrit : « Les habitations sont jusqu'à présent isolées les unes des autres sans aucune forme de bourg (...) on prétend en former un proche du fort de Saint-Pierre où la place est belle. L'église y est déjà. » L'église paroissiale est placée sous le patronage du chef des apôtres à cause du Fort Saint-Pierre qui s'élève auprès d'elle, et qui a été ainsi nommé parce que d'Esnambuc s'appelait Pierre. C'est la plus ancienne église de la Martinique et l'une des premières églises françaises du Nouveau Monde.  En 1646, le Père Maurile de Saint-Michel, Carme, écrit à son tour : « Nous arrivâmes à la case du gouverneur qu'ils nomment le Fort Saint-Pierre où il y a un corps de garde et une église en manière de grange où nous célébrâmes la sainte messe. »
En 1680, grâce au produit de certaines amendes que lui remet M. de Blénac, le Père Farganel construit une église en maçonnerie dédiée à la Visitation de Notre-Dame et à Saint Pierre, sur son emplacement actuel, au plus près du bourg naissant, en remplacement de la première église paroissiale qui devient la chapelle des morts. Le plan est en croix latine et possède deux chapelles qui font la croisée. Elle mesure 120 pieds de long sur 36 de large. Sa façade ouest s'orne d'un portail dorique surmonté d'un attique. La charpente ne permet pas de supporter plusieurs cloches. Le clocher est donc séparé du corps du bâtiment par une petite place pavée à l'arrière du chevet, autour duquel se structure un quartier, le quartier du Fort. L'église Saint-Pierre est desservie par les jésuites qui y assurent un service avec beaucoup de modestie et d’ordre. 
En 1684, en accord avec les supérieurs des différents ordres religieux, le lieutenant général Blénac et l'intendant Bégon donnent leurs limites aux seize paroisses alors existantes à la Martinique, dont celles de la cure de Saint-Pierre : « Elle sera bornée du côté du Mouillage par le palais et les prisons, le dit palais et prisons compris, jusqu'à la mer, et depuis les palais jusqu'à l'allée d'orangers qui va au Mouillage, le milieu de laquelle servira de borne à la cure et à celle du Mouillage jusqu'au chemin seulement qui monte à l'habitation de la demoiselle Lhermitte, de sorte que toutes les maisons qui se trouveront depuis l'allée d'orangers jusqu'à l'anse et jusqu'au palais du dit côté du Mouillage dépendront de la cure du Mouillage et les maisons des sieurs L'homme, Pesset, Clignet et autres qui se pourront bâtir ci après depuis la dite allée du Mouillage jusqu'à la crête du morne, qui sera desservie par les Pères Jésuites. Les habitants qui sont établis au-dessus du morne et qui sont à la main gauche du dit chemin de ladite demoiselle Lliermitte seront à la cure de St Pierre. Les Révérends Pères Jésuites desserviront en outre l'hôpital comme ils l'ont fait par le passé quoiqu'il soit établi dans un lieu desservant de la cure du Mouillage, et y feront toutes les fonctions que les prêtres ou religieux desservant les hôpitaux ont accoutumé d'y faire, sans que les Pères Jacobins s'y puissent immiscer sinon et au cas d'une nécessité extrême et en l'absence des Pères Jésuites qui pourront administrer tous les sacrements d'Eucharistie et d’Extrême-Onction aux malades, les enterrer dans le cimetière du dit hôpital et faire les mêmes fonctions qu'ils feraient s'ils en étaient curés. Si l'hôpital tombait ci-après en main séculière et qu'il fut transféré ailleurs, les habitants qui s'établiront dans le terrain de l'hôpital dépendront de la cure du Mouillage, mais les Jésuites continueront leur droit de desservir l'hôpital en quelque lieu qu'il soit établi, quand bien même ce serait dans un des quartiers dépendant de la cure du Mouillage. La pension que le roi accorde pour la cure de St Pierre appartiendra aux Jésuites tant qu'il plaira à S. M. de continuer la dite pension, les frères Jacobins s'étant obligés de desservir gratuitement la cure du Mouillage. Les fonctions curiales ne se pourront faire publiquement dans les navires que par ceux dans le détroit desquels les navires seront mouillés. » Les limites des paroisses sont approuvées par le roi le 13 octobre 1686. 
Lors de sa visite de la Martinique en 1694, le père dominicain Jean-Baptiste Labat ne manque pas de critiquer l'église de ses concurrents jésuites, qu'il trouve disproportionnée, la nef lui semblant trop longue et étroite. 
Le gouverneur Marquis de Caylus est enterré dans l'église le 12 mai 1750. 
À la suite de l'invasion de la Martinique par les Britanniques en 1762, le Général Monckton demande au Père Lavalette que l'église Saint-Pierre lui soit remise pour l'exercice du culte anglican. Ce dernier, complaisant, la livre de fort bonne grâce et sans aucune difficulté, profanant le caractère catholique de son église. Au moment de l’expulsion des jésuites en 1763, la paroisse est confiée à l’abbé Perreau, de l'ordre des Capucins, puis les séculiers les remplacent à partir de 1802.
L'église est restaurée de 1839 à 1845 avec le concours et la contribution des paroissiens par "coups de main", mais sans transformation de son plan. Le clocher est restauré en 1868. 
Le 8 août 1851, un arrêté du gouverneur de la Martinique créé une nouvelle paroisse autour de l'ancienne église des Ursulines rebaptisée Saint-Étienne-du-Centre, l'église du Fort et celle du Mouillage étant devenues insuffisantes pour accueillir l'ensemble des fidèles. Autour de cette église est créé un nouveau quartier, le quartier du Centre, par détachement de celui du Fort qui se limite désormais au sud à la rivière Roxelane.
Après le cyclone du 13 août 1891 qui endommage l'église du Fort, de grands travaux d'agrandissement et d’embellissement, financés par la Colonie et la générosité des paroissiens, sont entrepris sous l'impulsion de l'abbé Hurard entre 1895 et 1899 sous la direction de l'architecte Émile T'Fla Chebba, conducteur des Ponts et Chaussées. Tout en conservant la référence baroque de l'édifice, la nef est élargie et allongée par l'ajout de deux chapelles latérales, légèrement en retrait par rapport à la façade, l'église de 1680 devenant alors la nef centrale. 
Le 8 mai 1902 à 7 h 52, l'église, qui accueille des dizaines de premiers communiants et leurs parents en ce jeudi de l'Ascension, est soufflée par l’éruption dévastatrice de la montagne Pelée qui tue tous les fidèles.
L'église du Fort est classée au titre des monuments historiques par arrêté du 4 juin 2002.

## Description
L'Église du Fort de 1680 comportait une nef unique avec un chœur surélevé présentant un autel adossé au mur de chevet. Le transept saillant comprenait à chaque extrémité une chapelle dotée d'un autel adossé à sa paroi est, communiquant avec l'extérieur. Le clocher d'une trentaine de mètres de hauteur et couvert d'un toit à dôme possédait un socle carré et deux étages percés de baies en plein cintre. Il était séparé du reste de l'édifice, comme dans les plus anciennes églises de la Martinique, au Prêcheur et au Marin. La façade présentait une seule porte encadrée de deux paires de pilastres ou encore de colonnes doriques, flanquées de deux niches. L'ensemble était couronné par un fronton triangulaire.
Les travaux considérables réalisés à partir du dernier quart du XIXe siècle, donnent à l'église du Fort son aspect final par l'élargissement de la nef sur toute sa longueur et d'une largeur égale à celle du transept. Les murs portants de la nef principale sont alors remplacés par des colonnes et l'introduction de bas-côtés nécessite deux entrées en retrait du corps principal. Le renforcement des supports permet une élévation de la charpente et la réalisation d'une voûte en berceau. À l'intérieur, Saint-Louis de Gonzague et Saint François-Xavier ont un autel tout blanc dans les chapelles du transept. Le maître-autel en marbre blanc et gris est entouré de deux colonnes de marbre supportant des anges munis d'un candélabre. Les fonts baptismaux se trouvent près de l'angle sud-ouest du bas côté sud. En face, une tombe carrelée de gris et noir abrite les restes d'Edouard Simplice Hurard, curé de l'église qu'il a restaurée de 1895 à 1898. Toutes les sculptures sont l'œuvre d'artisans locaux. La façade de style baroque, sur trois niveaux, présente un avant corps central saillant avec entrée principale dont le perron est surmonté d'un fronton triangulaire où figurent les armes du Pape. Deux entrées en retrait du corps central conduisent aux collatéraux. Encadrées de deux colonnes et surmontées d'un fronton, chaque porte est précédée de degrés en pierre de taille semi-hexagonaux. Désormais, un large escalier de 6 mètres à double volée, bordé de deux murets, permet d'accéder au parvis de l'église depuis la rue du Docteur Deschiens située en contrebas. L'ensemble s'intégrait admirablement dans le paysage qu'il dominait. 
Le presbytère est vaste et se trouve au milieu de l'allée Perinelle.

### Les ruines
Les ruines actuelles correspondent à la reconstruction de 1899. Actuellement, il ne reste plus que l'emplacement du clocher séparé, le chevet, le déambulatoire et les vestiges du maître-autel, des tronçons de colonnes, les restes de statues et les escaliers conduisant à l'entrée principale et aux collatéraux, l'escalier central correspondant à la nef occupant une place prépondérante.
Le bloc du fronton propulsé à une dizaine de mètres de la façade, les colonnes jetées en travers de la rue, les fondations noircies et l'épaisseur des murs renversés témoignent de la violence avec laquelle l'église fut frappée.

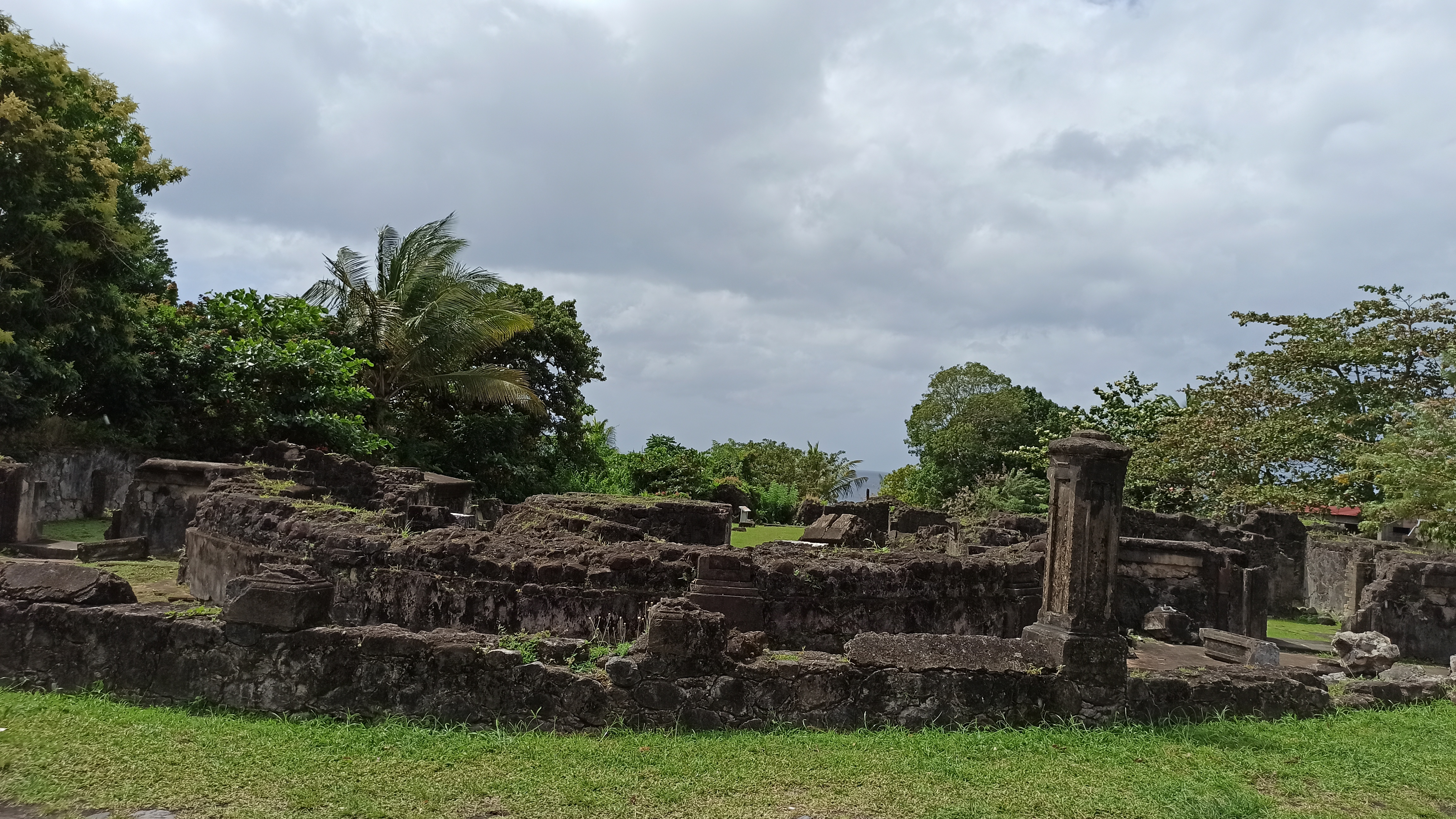
Église du Fort de Saint-Pierre - vestiges en février 2020
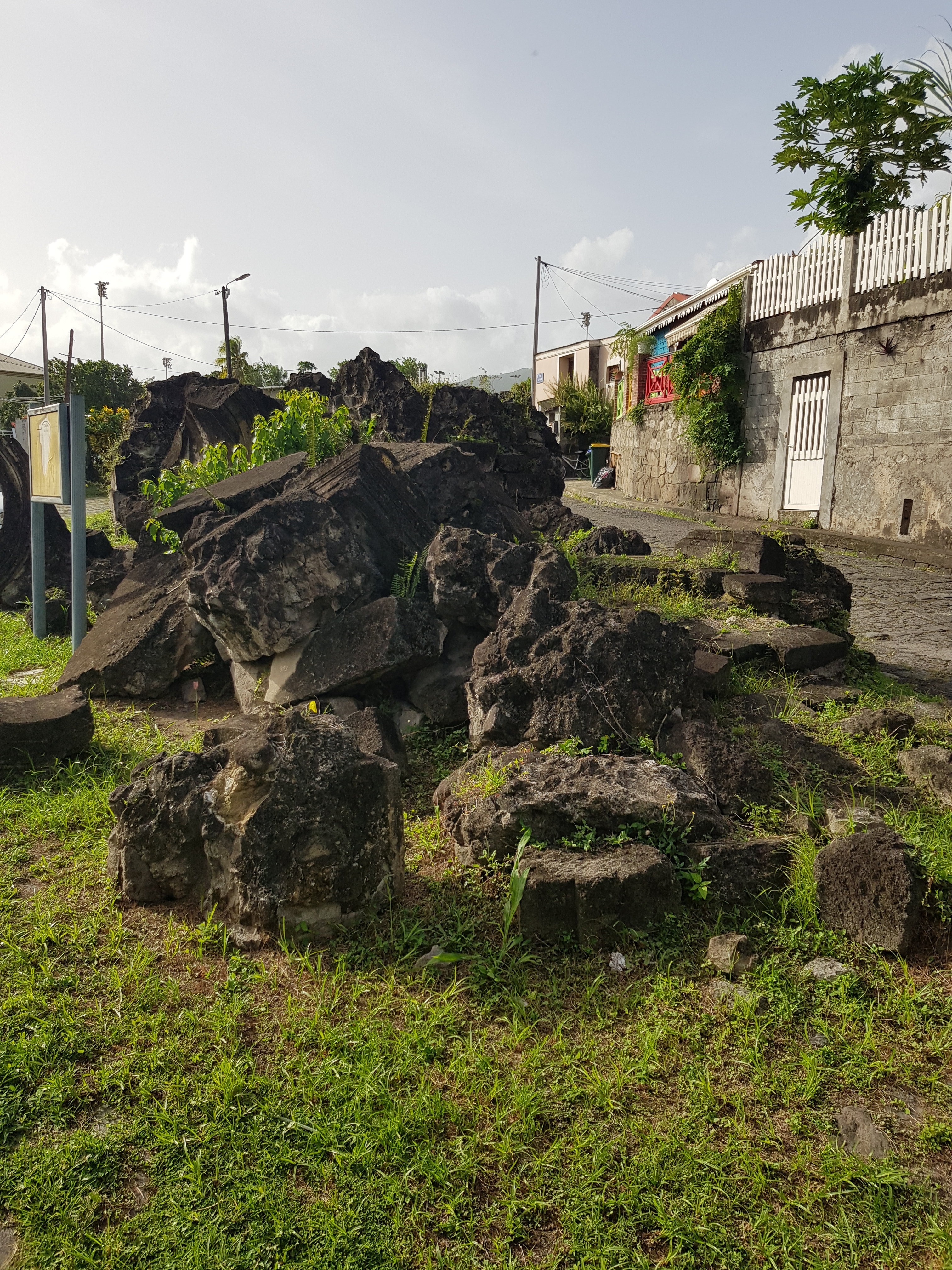
Ruines de l'Église du Fort de Saint-Pierre en juillet 2022
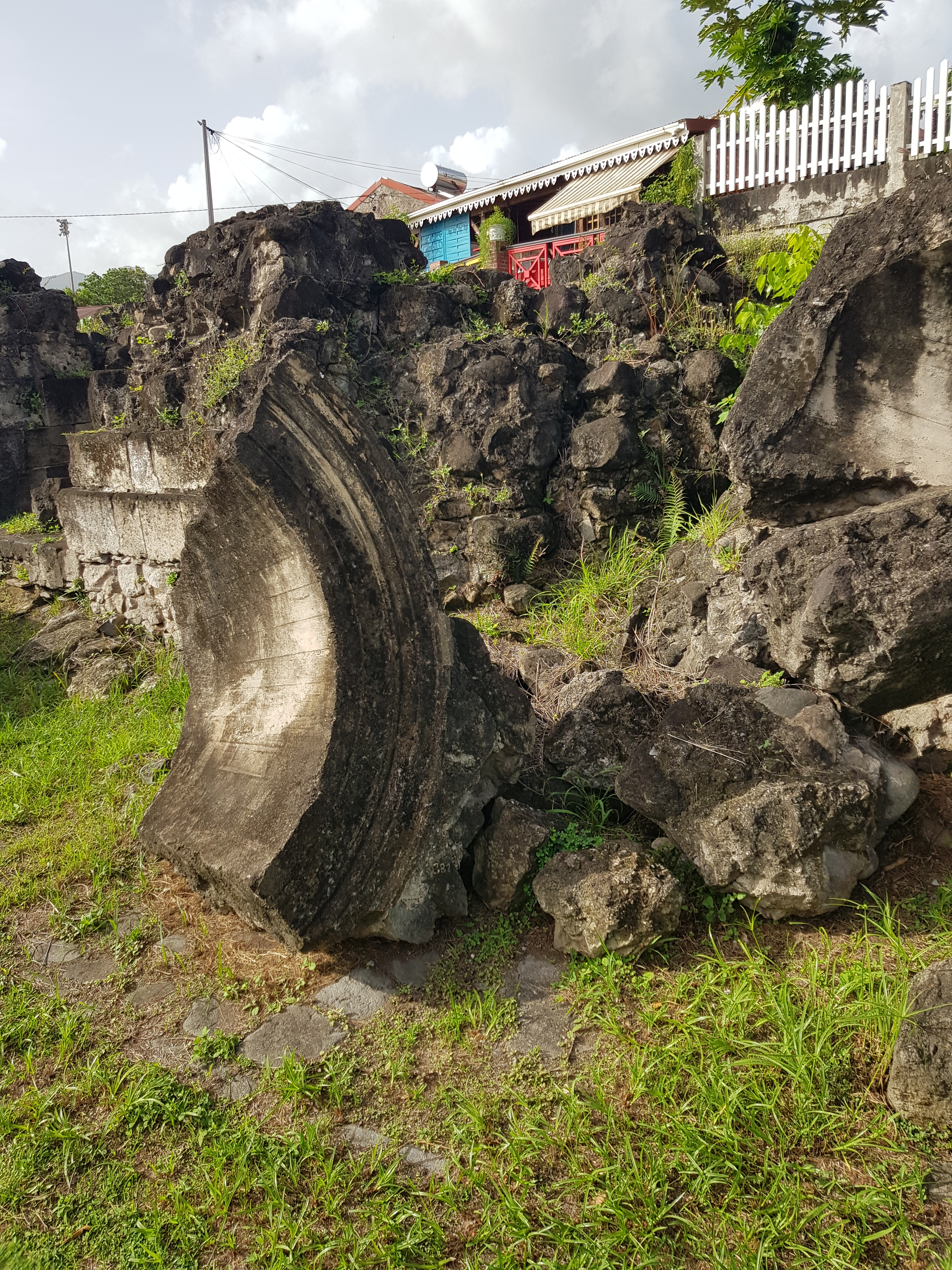
Autre ruines en juillet 2022
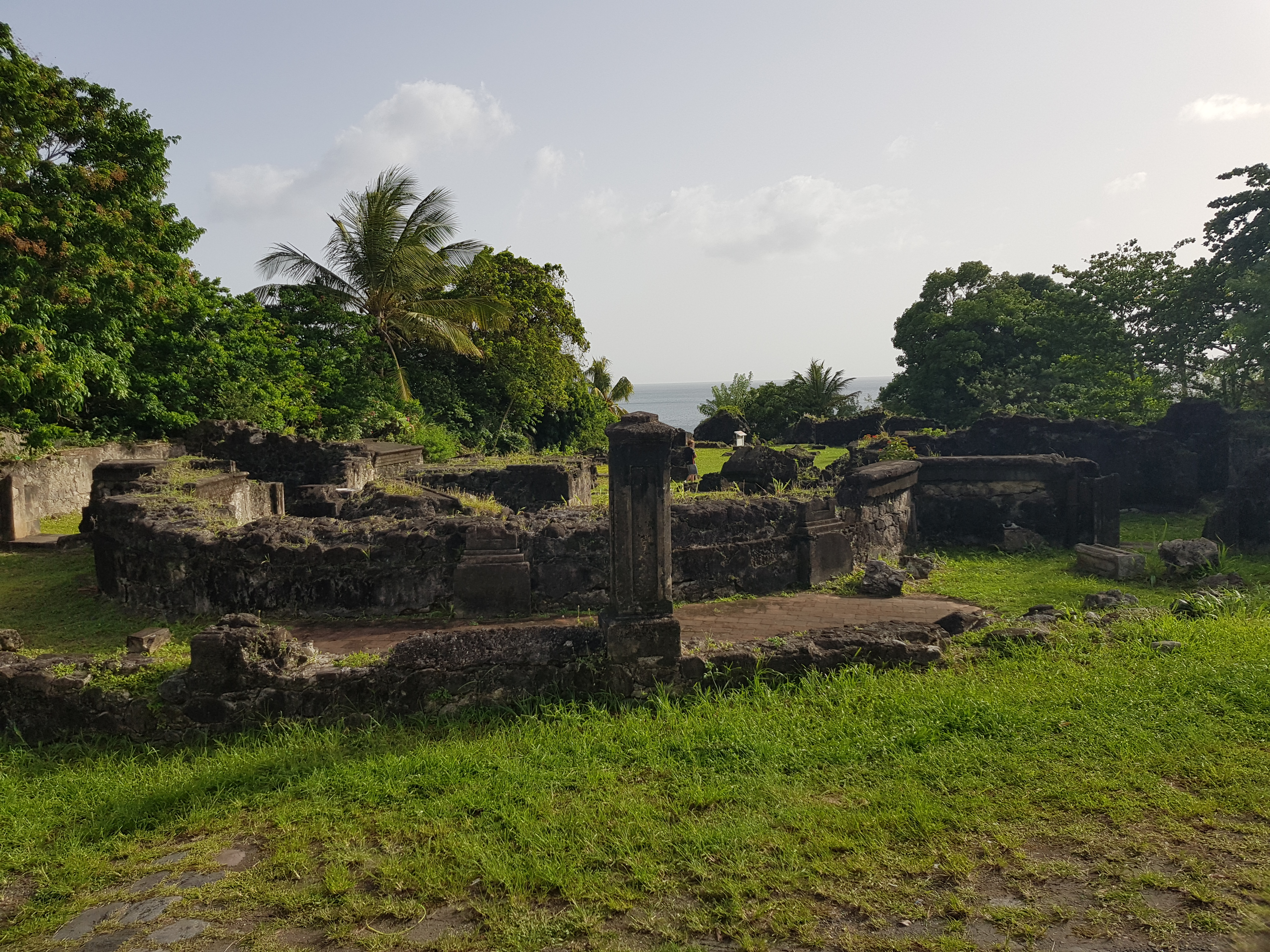
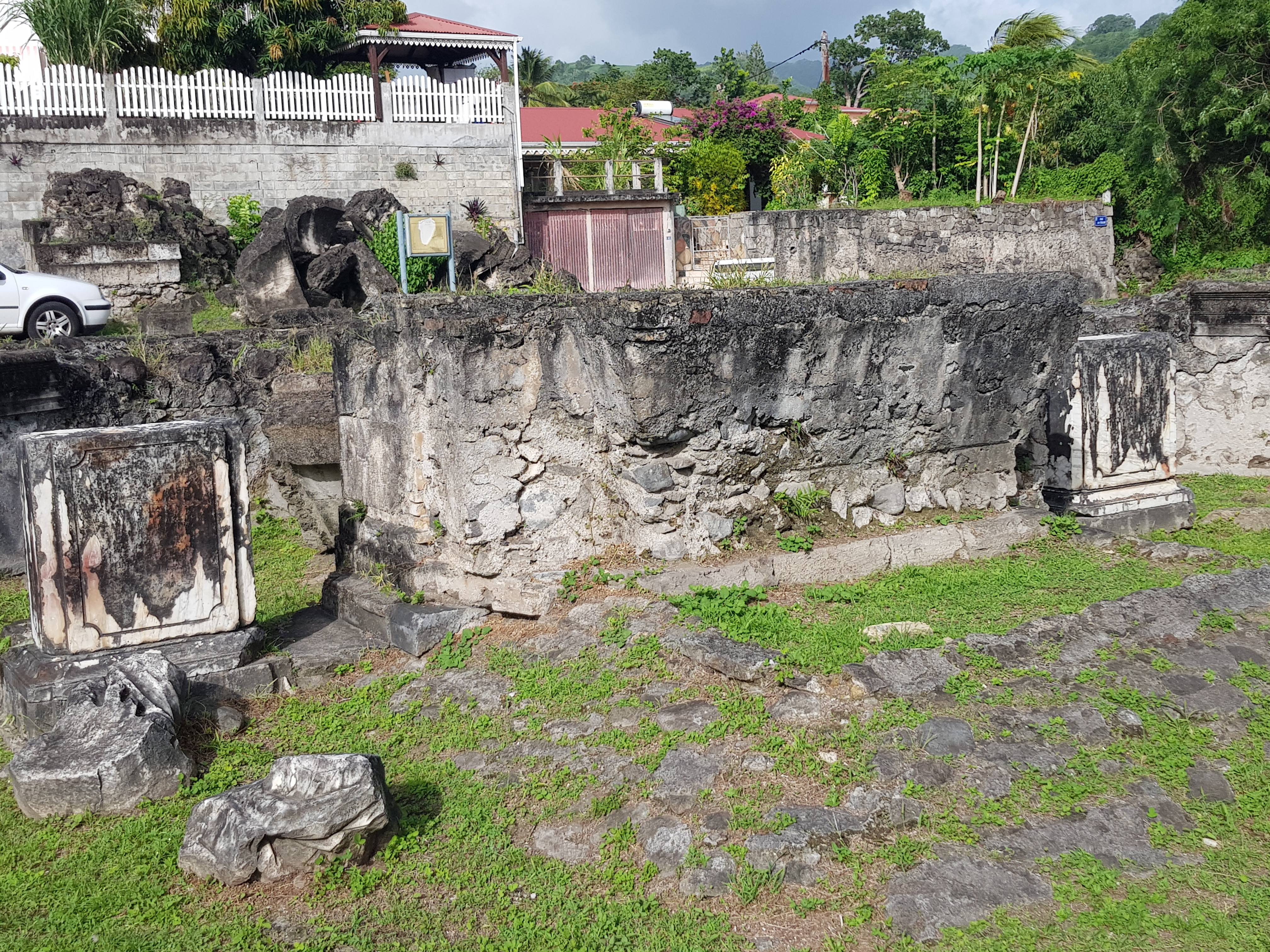
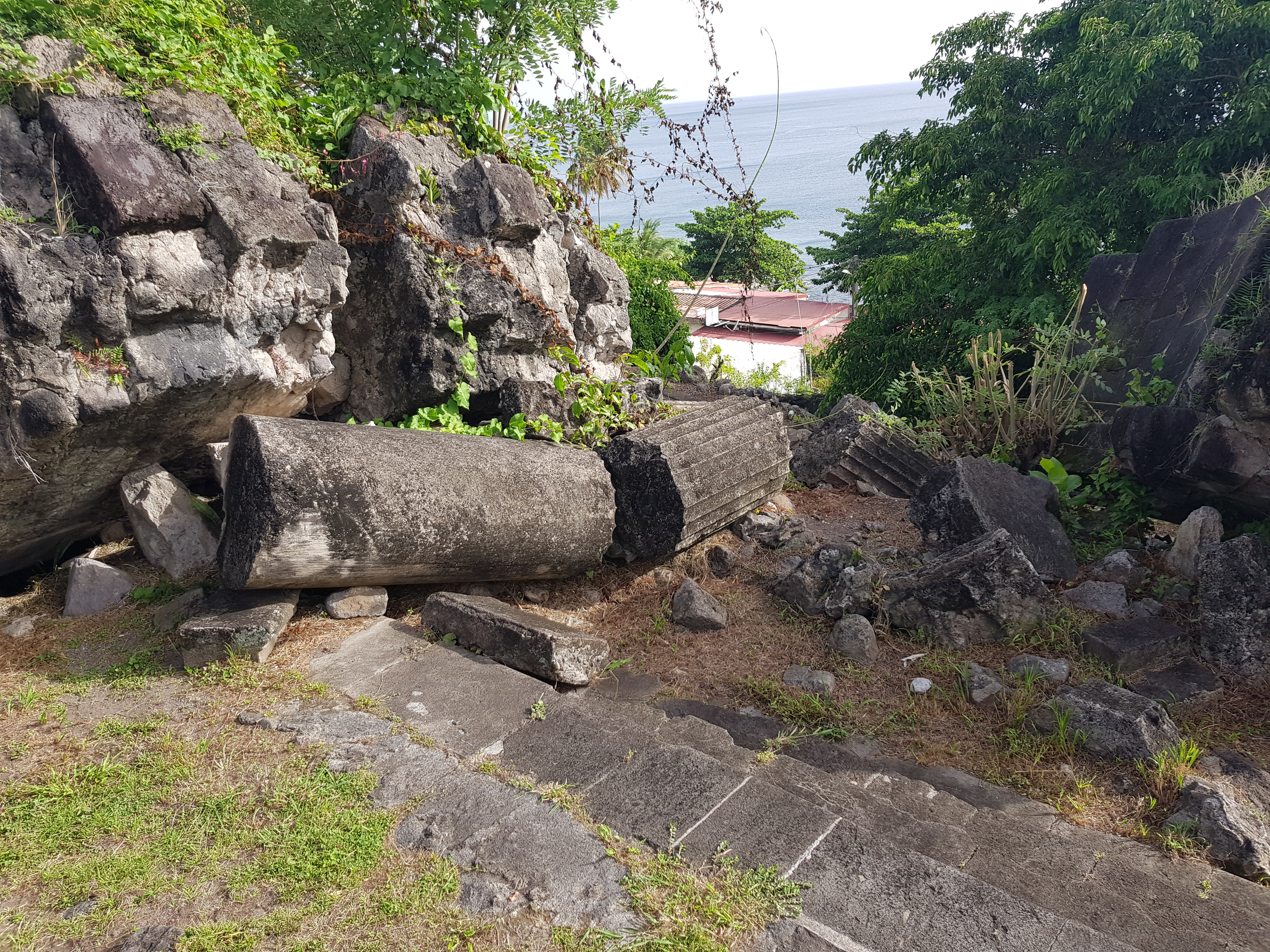
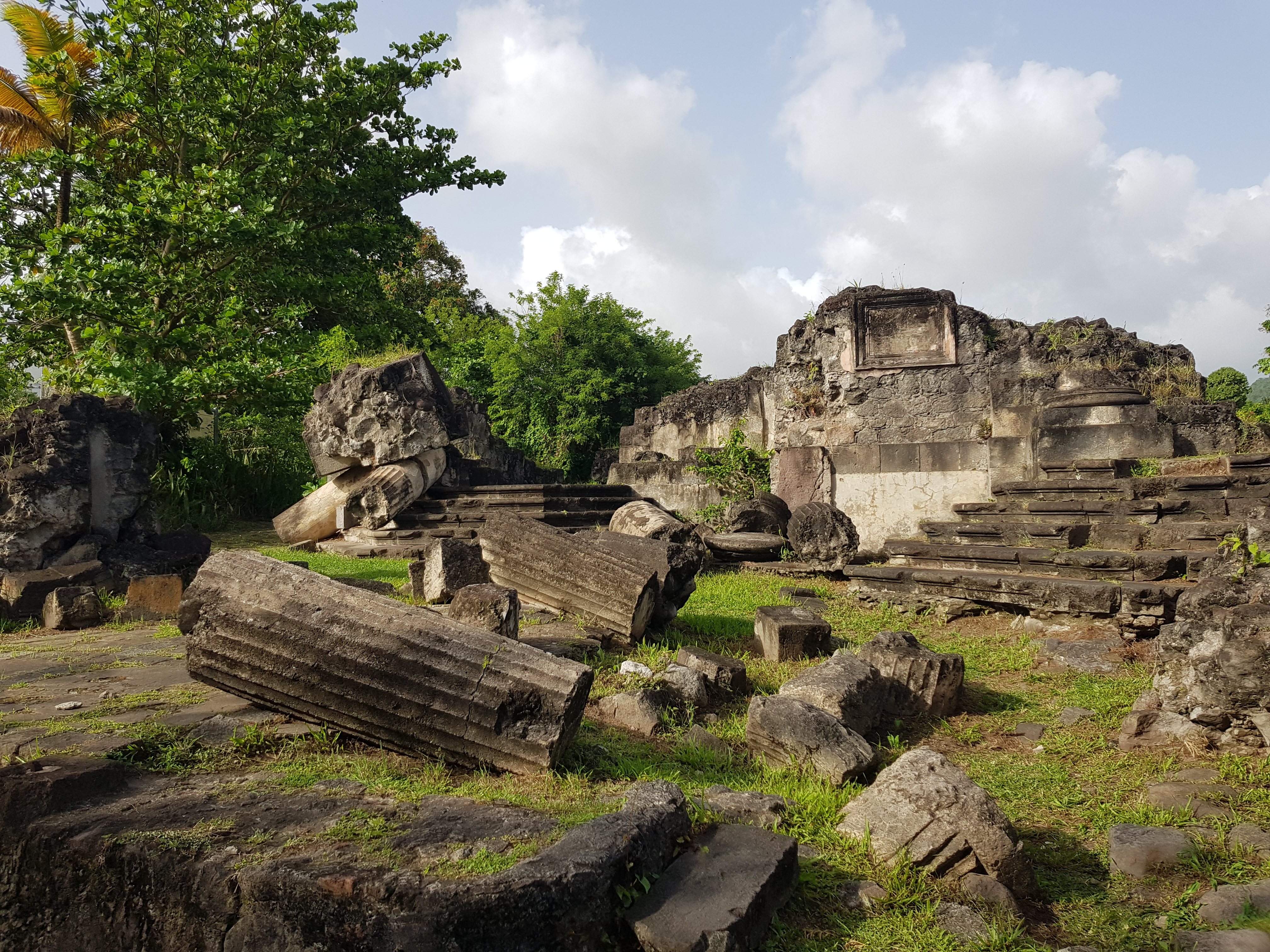
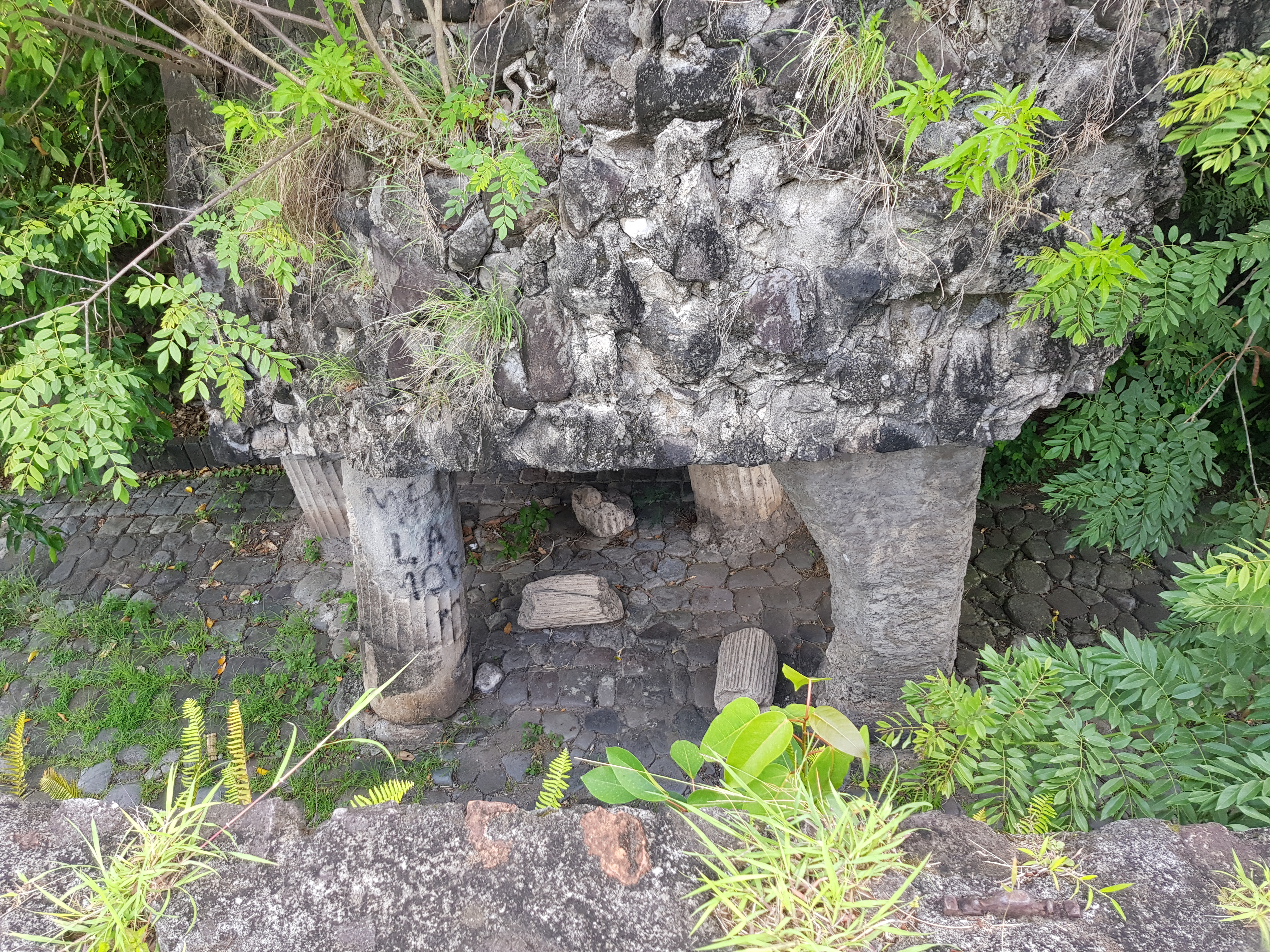
Ruines du portail
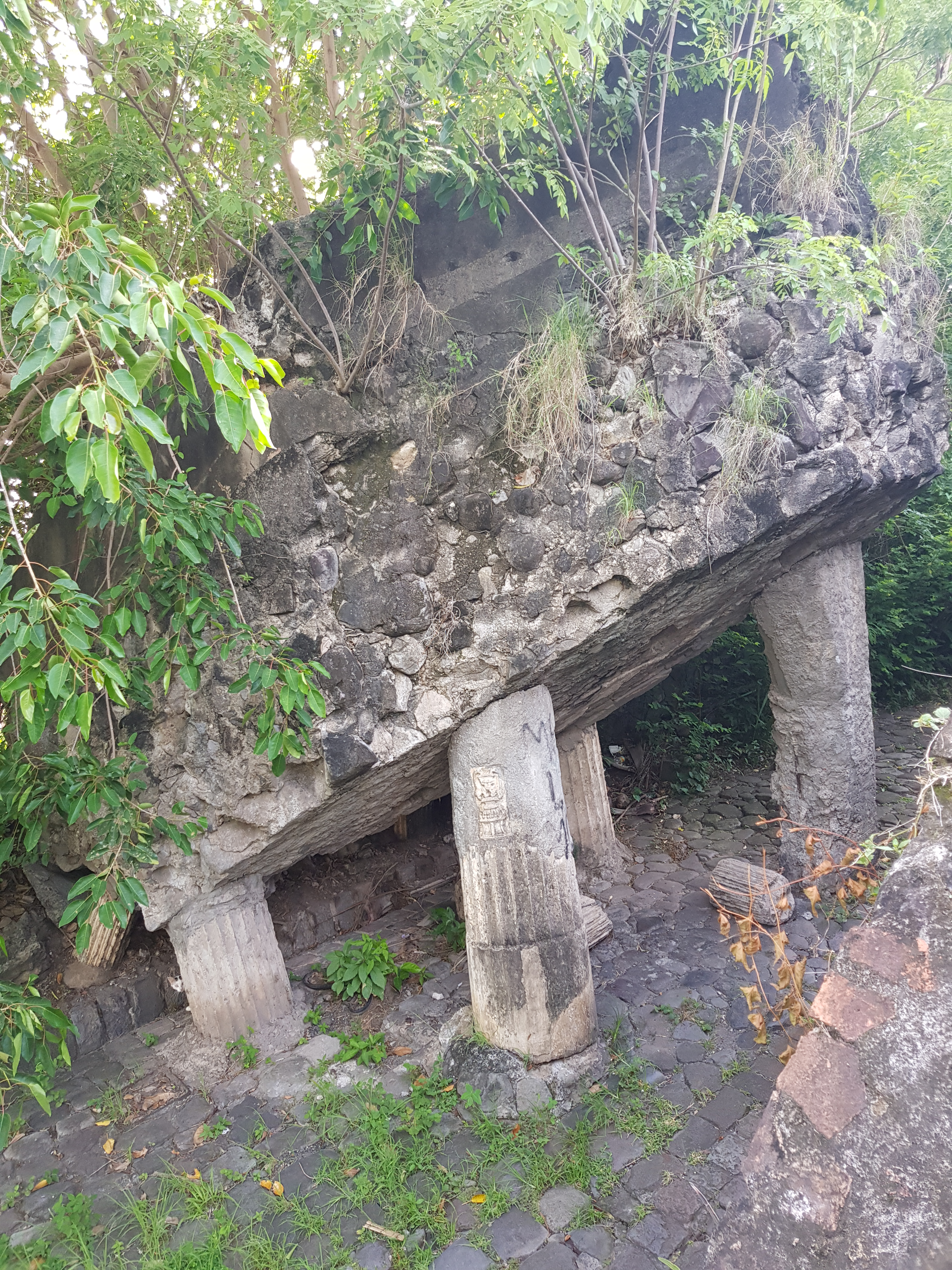
Ruines du portail

## Liste des curés de la paroisse du Fort
Les Jésuites sont desservants de la paroisse de 1640 à 1763, puis les Capucins leur succèdent jusqu'en 1819. Le clergé séculier prend ensuite la direction de la paroisse, à la suite du Concordat, jusqu'au 8 mai 1902. Comme à la paroisse du Mouillage, la paroisse du Fort a un curé et deux vicaires. 
- Jacques Bouton, s.j. : 1640 - 1642
- Nicolas Brisejon, s.j. : 1642 - 1645
- Père Chemel, s.j. : 1645 - 1652
- Antoine Barré, s.j. : 1652 - 1658
- Père Bonin, s.j. : 1658 - 1659
- Henri du Vivier, s.j. : 1659 - 1663
- Jean Grillet, s.j. : 1663 - 1665
- Laurent Maréchal, s.j. : 1665 - 1670
- Père Brion, s.j. : 1670 - 1681
- François Le Mercier, s.j. : 1681 - 1684
- Martin Poincet, s.j. : 1684 - 1698
- Jean-Jacques Farganel, s.j. : 1678 - 1698
- Gabriel de la Geneste, s.j. : 1698 - août 1702
- Père Colbert, s.j. : 1709 - 1714
- Père Hesdin, s.j. :
- Père Moreau, s.j. :
- Père Gombaud, s.j. :
- Henri Duvivier, s.j. :  1718 - 1724
- Ignace de Lesey, s.j. : 1724 -
- Curé Dumont, s.j. : 1723 - 1734
- Guillaume Guillin, s.j.
- Père Prieur, s.j. : 1741 - 1743
- Père Lavalette, s.j. : 1743 - 1761
- Père Magloire, s.j. : 1761 - 1763
- Père Prétrel, s.j. : 1763
- Abbé Perreau : 1763 - 1767
- Frère Archange, o.f.m. c : 1775 - 1779
- Frère Macaire, o.f.m. c : 1779 - 1794
- Frère Fidèle, o.f.m. c : 1797 - 1800
- Frère Théophile, o.f.m. c : 1801 - 1819
- Félix Pelletier : 1819 - 1825
- Abbé Walsh : 1825 - 1828
- Abbé Goux : 1828 - 1835
- Abbé Girardon : 1841 - 1846
- Pierre Sylvestre Rovéry : 1846 - 1848
- Pierre-Claude Lespinasse : 1848 - 1858
- Thomas Thoué : 1858 - 1877
- Abbé Dubourg : 1877 - 1882
- Denys-Appolinaire Carrère : 1882 - 1887
- Édouard Simplice Hurard : 1887 - 1899
- Albert Anquetil : 1899 - 8 mai 1902